# Кетой
Кетой (айн. Китой — «травяной»; яп. 計吐夷, Кэтои; на российской карте 1745 года — Сюшевыполитъ) — вулканический остров средней группы Большой гряды Курильских островов. С геологической точки зрения, является надводной постройкой двух вулканов — спящего (гора Кетой) и действующего вулкана Палласа. Административно входит в Северо-Курильский городской округ Сахалинской области (с 1946 года). Самый южный остров Северо-Курильского городского округа. В настоящее время остров необитаем, хотя в прошлом определённую хозяйственную деятельность на нём осуществляли айны. Отличается высоким коэффициентом ландшафтного разнообразия.

## Название
В переводе с языка айнов «китой» означает «травяной». Другой вариант перевода айнского названия «Кетой» — «остров с красной глиной и жиром». Остров Кетой русские мореходы называли Пятнадцатым островом, или Китуй.

## География
Форма острова — почти округлая: около 10 км по параллели, около 9 км по меридиану. Площадь — 71,25 км². Несмотря на относительно небольшую площадь, остров демонстрирует высокие показатели ландшафтного разнообразия, что объясняется его сложной геоморфологией, в которой имеются стратовулканические конусы, кальдеры, лавовые потоки, вулканические плато, разного рода долины и впадины, высокие и обрывистые береговые уступы, морские террасы, пляжи и другие элементы. Общее количество разного рода ландшафтных контуров достигает 107. Длина береговой линии достигает 38,3 км. Кетой имеет и небольшой островок-спутник Камоме, близ мыса Аси. Здесь же расположена и одинокая скала Ракко.
Высшая точка — гора Кетой (1166 м). Есть действующий вулкан Палласа (990 м). Реки и ручьи многочисленны: в основном текут на юг и восток. В долине реки Горчичной добыт интересный образец арагонита, который аккумулировался в виде жёлто-белого аморфного осадка на изливе данного термального источника. Воды термальных источников содержат стронций, что делает их потенциально интересными для металлургической промышленности, медицины и других отраслей. Стронций на Кетое накапливается преимущественно в арагоните, лимоните и смектите.
В центре острова имеется пресноводное кальдерное озеро Малахитовое шириной около 1,6 км и глубиной 110 м, из которого вытекает ручей Сточный, который впадает в Тихий океан; поверхность озера находится на высоте 667 м. В кратере вулкана Палласа расположено озеро Глазок шириной около 300 м и глубиной 40 м, с кислой водой. Из Глазка вытекает ручей, по руслу которого образовалась мощная (около 1,2 млн. куб. м) залежь бурого железняка — лимонита. На севере острова находится водопад Каскад, который низвергается с мыса Сторожева.
Остров отделён проливом Рикорда от субархипелага Ушишир (с Янкича как самым близкорасположенным к Кетою), в 26 км северо-восточнее; проливом Дианы — от острова Симушира, расположенного в 20 км юго-западнее.

## Флора и фауна
Флора острова имеет бореальные черты и её видовой состав в целом небогат: здесь насчитывается около 240 видов высших сосудистых растений (для сравнения, на Кунашире их 1067). Характерны заросли кедрового стланика, в лощинах растёт ольха, рябина, низкий березняк. По острову Кетой проходит северная граница распространения тиса остроконечного (Taxus cuspidata) на Курильских островах. Здесь он редок, угнетён и высота его кустов (не выше 1 м) обычно не превышает соседствующего с ним бамбучника (Sasa kurilensis).
Водятся мелкие грызуны и лисы, имеются лежбища сивучей и морского котика. Островной тюлень в основном сосредоточен на залёжке возле скалы Одинокой.
Птицы гнездятся на островах – спутниках: скалах Ока, Одинокая, Остроконечная. На островке-спутнике Камоме близ мыса Аси расположен единственный в этой местности птичий базар. На северо-восточных склонах гор появляются самые северные заросли кедрового стланика с примесью ольховника и рябинника, в которых обитает кедровка.

## История

### В составе Российской империи
Автохтонное население Кетоя (айны) никогда не было особо многочисленным. К 1736 году местные айны приняли православие и вошли в российское подданство путём уплаты ясака камчатским сотникам. 
В 1760-х посланник камчатской администрации сотник Иван Чёрный заложил традицию порядкового исчисления островов и кучно расположенных субархипелагов Курильской гряды от Камчатки до Японии. Поэтому во времена гидрографических описаний конца XVIII — начала XIX века остров также имел номерное обозначение в составе Курильской гряды — Пятнадцатый.
В «Описании земли Камчатки» академика С. П. Крашенинникова, изданном в 1755 году, о 15-м курильском острове имеется лаконичная запись: «На Китуе растёт камыш, из которого стрелы делают». Это курильский бамбук, Sasa kiirilensis (он есть и на Сахалине, где его тоже называют камышом).
Остров описан и у Г.И. Шелихова в его «Путешествии г. Шелехова с 1783 по 1790 год из Охотска по Восточному Океану к Американским берегам...»:

Кетой есть пятыйнадесять остров и от вышеписанного отстоит на 36 верст; в длину 30, а в ширину с 10 верст. На нем хребты и горы с белыми утесами; под хребтами и увалами ростет Березник, Ольховник, Рябинник, Кедровник, Сланец, а особливо не толстой камышник с коленцами и крепкое дерево, похожее на Ельник, на котором ростут красные с косточками ягоды, подобные Вересу: оно по Курильски называется Райма. Под увалами в падях и по берегам ростут разные травы, между прочими и высокая на толстой дудке с большим и круглым листом, Шеламойник, Сладкая, Кутагарник и Сараны довольно. Водятся на сем острове белые Лисицы, Сиводушки, и красные; около острова Бобры и Нерпы; но в малом количестве.
Члены российской экспедиции, офицеры шлюпа «Диана» Мур и Средний, посетившие остров в 1811 году, обнаружили на нём остатки деревянного креста со словом «Бог», что является свидетельством постепенной христианизации и русификации айнов, которые предпочитали российское влияние японскому вследствие большей толерантности русских по отношению к автохтонным народам. Российская опись 1831 года не учла на острове постоянных жителей.
Симодский трактат 1855 года признал права Российской империи на остров, однако в 1875 году он, как и все находившиеся под российской властью Курилы, был передан Японии в обмен признания российских прав на Сахалин.

### В составе Японии
В 1875—1945 годах принадлежал Японии.
Согласно административно-территориальному делению Японии остров стал относиться к уезду (гуну) Симусиру (т.е. Симушир в японском произношении), который охватывал не только сам Симушир, но и все острова на север до Райкоке. Уезд в свою очередь входил с 1876 по 1882 год в состав провинции Тисима под управлением Комиссии по колонизации Хоккайдо; с 1882 до 1886 года — в состав префектуры Нэмуро, после — префектуры Хоккайдо.

### В составе СССР/РСФСР — России
В 1945 году по итогам Второй мировой войны перешёл под юрисдикцию СССР.
2 февраля 1946 года включён в состав Южно-Сахалинской области.
2 января 1947 года включён в состав Сахалинской области РСФСР.
С 1991 года в составе России, как страны-правопреемницы СССР.

### Особая позиция Японии по территориальной принадлежности острова
Используя в территориальном споре с Россией фактор Сан-Францисского мирного договора 1951 года, который не был подписан СССР, японское правительство, тем не менее, опирается на те варианты толкований договоренностей между союзниками — СССР, США, Великобританией и Китаем — которые подкрепляют японскую позицию. В частности, поскольку в Сан-Францисском договоре не оговаривается, в пользу какого государства Япония отказывается от своих прав на Курилы, принадлежность острова, по мнению японского правительства, до сих пор не определена, а за Россией признаётся лишь «фактический контроль».